# Hósirály
A hósirály (Pagophila eburnea) a madarak (Aves) osztályának lilealakúak rendjébe, ezen belül a sirályfélék (Laridae) családjába faj.
A Pagophila madárnem egyetlen faja.

## Előfordulása
A hósirály a Jeges-tengert körülvevő kontinensek legészakibb részein, valamint a tengerben levő jéghegyeken él és költ. Előfordulási területe Kanada északi részétől, Grönlandon, a norvégiai Spitzbergákon és Jan Mayen-szigeten keresztül, egészen Oroszország északi szigetekéig terjed. Valószínűleg Alaszkában is megtalálható.
A következő országokban is megjelent legalább egyszer: Belgium, Csehország, Dánia, Feröer, Finnország, Franciaország, Németország, Izland, Írország, Olaszország, Japán, Hollandia, Lengyelország, Saint-Pierre és Miquelon, Svédország, Svájc és az Egyesült Királyság, valamint a kontinentális Norvégia és Oroszország.

### Állományai
Az oroszországi állomány körülbelül 14 500-22 000 madárra becsült; a legújabb felmérések szerint a Ferenc József-földön 1500-3000, a Szevernaja Zemlja szigetcsoporton 5000-6000, míg a Kara-tenger többi részén 1500-3000 költőpár él. Kanada északkeleti részén 500-700 példány fellelhető, Grönlandon kevesebb, mint 4000 hósirály található meg. A Spitzbergákon 350-500 költőpár van. Összeadva az állományokat, a világszintű állomány, körülbelül 19 000-27 000 példányra tehető. Meglehet, hogy a valódi szám ennél nagyobb, mivel 1978-1979 között, Kanadában és Grönlandon, a légi megfigyelések, több, mint 35 000 madarat eredményeztek. Az eddigi megfigyelések szerint, úgy néz ki, hogy a spitzbergáki állomány csökkenőben van, az orosz Victoria-szigeten megszűnt a költés. A többi oroszországi állomány stabilnak néz ki. A hósirályok számlálását, az is nehezíti, hogy a madarak költése, nem minden évben egyforma. Kanadában 1987-ben 2400 hósirály volt, azonban 2002-2003 között, már csak 500-700 példányt találtak a kutatók; ez 80 százalékos állománycsökkenést jelent. Grönland déli részén is csökkent a példányszám, ugyanez sziget északi felén még ismeretlen a helyzet. Eddig 13 ismert és 3 feltételezett költőhelye tünt el.

## Megjelenése
Ezt a sirályfélét könnyű megkülönböztetni a rokonaitól. 43 centiméteres hosszával inkább galambszerű, nem pedig Larusszerű alakja van. A kifejlett példány teljesen fehér színű; hiányzik a sirályfélékre jellemző szürke hát. Vastag csőre kék, sárga véggel. Lábai feketék. Kiáltása kemény „eeeer”. A fiatal madárnak a pofája szürke, szárny- és faroktollain fekete szín látható. A hósirály két év alatt éri el a felnőttekre jellemző hófehér tollazatot. A különböző élőhelyen levő madarak között megjelenésben nincsen különbség.

## Életmódja
A hósirály vándorló madár, télen délebbre húzódik, nyáron pedig messze északon költ. Tápláléka halak, krill, kagylók, alga és dögök. Felkeresi a grönlandi fókák (Pagophilus groenlandicus) szaporodási helyeit, hogy elfogyaszthassa az elhunyt példányokat és a méhlepényeket. Rendszeresen követi a jegesmedvét (Ursus maritimus) is, a maradékokra vágyva.

## Szaporodása
Késő június és augusztus között van a szaporodási időszaka, azonban kora júliusnál hamarább, nemigen rak tojást. Ha nincs elég táplálék, akkor abban az évben nem költ. Általában 5-60 költőpár alkot egy költőkolóniát, ritkán található egy helyen 100 költőpár. A fészkeket általában 10-300 méter magas sziklafalakra rakják, a fészkek között 1-20 méteres távolság van. A fészek mohából, szénából és egyéb törmelékből készül, de mindig ott, ahol már a hó elolvadt.

## Veszélyeztetettsége
Ezt a madarat igen veszélyeztetik az emberi tevékenységek. Károsan hat rá az olaj- és higanyszennyezettség, a gyémántok kibányászása. Az ember, ezek mellett törvénytelenül vadássza a kifejlett madarakat és begyűjti tojásaikat.

### Fordítás
- Ez a szócikk részben vagy egészben  az   Ivory Gull című angol Wikipédia-szócikk ezen változatának fordításán alapul.  Az eredeti cikk szerkesztőit annak laptörténete sorolja fel. Ez a jelzés csupán a megfogalmazás eredetét és a szerzői jogokat jelzi, nem szolgál a cikkben szereplő információk forrásmegjelöléseként.